# Dom Casual
Dom Casual (Nederlands: Polka) is een zogenaamd script lettertype ontworpen in 1951 door de Amerikaanse letterontwerper Peter Dom voor letteruitgeverij American Type Founders.
Het is een informeel lettertype dat lijkt op met viltstift geschreven letters.
Het lettertype leent zich goed voor reclamedoeleinden en cartoontekst. Vaak wordt het voor grote publicaties zoals borden en titels en aftiteling van tv programma's gebruikt.

## Toepassing
Dom Casual is gebruikt voor onder andere:
- Hanna-Barbera en Filmways Productions aftiteling, en de "Bewitched" aftiteling
- Titels en aftiteling van "Only Fools And Horses"
- "Neighbours" televisieserie aftiteling
- televisieserie "The Tweenies"